# La Tallada (la Secuita)
La Tallada és un gran casal de la Secuita (Tarragonès) protegit com a bé cultural d'interès local.

## Descripció
És un gran casal on es conjuguen diversos cossos i elements arquitectònics. Part de les obertures -finestres i balcons- són d'arc escarser i la resta de llinda simple. A la façana principal, s'hi veu un rellotge de sol i un petit campanaret d'espadanya. Cap a la banda esquerra hi ha una galeria d'arcs lleugerament apuntats. Tot el conjunt és voltat per una muralla amb merlets i contraforts en alguns indrets. El nucli originari de la Tallada ha quedat disfressat o amagat per reformes o construccions posteriors.

## Història
És sabut que el 20 d'agost de 1232, Pere de la Tallada vengué la partida de terra que portava el seu nom a Santes Creus. De manera semblant, el 1233, Arnau de Vilanova ven terres de la mateixa partida de la Tallada, també al monestir. El 18 de juliol de 1298, l'arquebisbe de Tarragona, Roderic Tello i el paborde Guillem de Rocabertí concertaren amb l'abat de Santes Creus el repartiment dels delmes i les primícies de la Tallada.
A la Tallada hi residia sempre un monjo de Santes Creus, amb el títol de granger, i que ultra la missió d'administrar directament la granja era l'escrivà de la cort del batlle i del Consell local de la Secuita. També era centre administratiu d'altres indrets que no eren del terme, com ara la Granja del Codony, els Garidells i Peralta. Els documents notarials calia fer-los al Codony. A la Tallada hi havia, també, un molí d'oli on tothom, tret dels qui en tinguessin un de propi, havia de fer el seu oli.
A començament del segle xix, quan s'extingiren els senyorius, la Tallada fou posada a pública subhasta, el dia 6 de maig de 1821, i adjudicada el 30 de juny del mateix any a Joan Sabadell, que en fou desposseït el 1823, en finalitzar el trienni liberal. El 1841 restà definitivament adjudicada a Anna M. Lloberas, hereva del dit propietari.
Durant molt de temps s'hi va conservar el Retaule de Santa Úrsula.